# Hofanlage Bullersberg 10

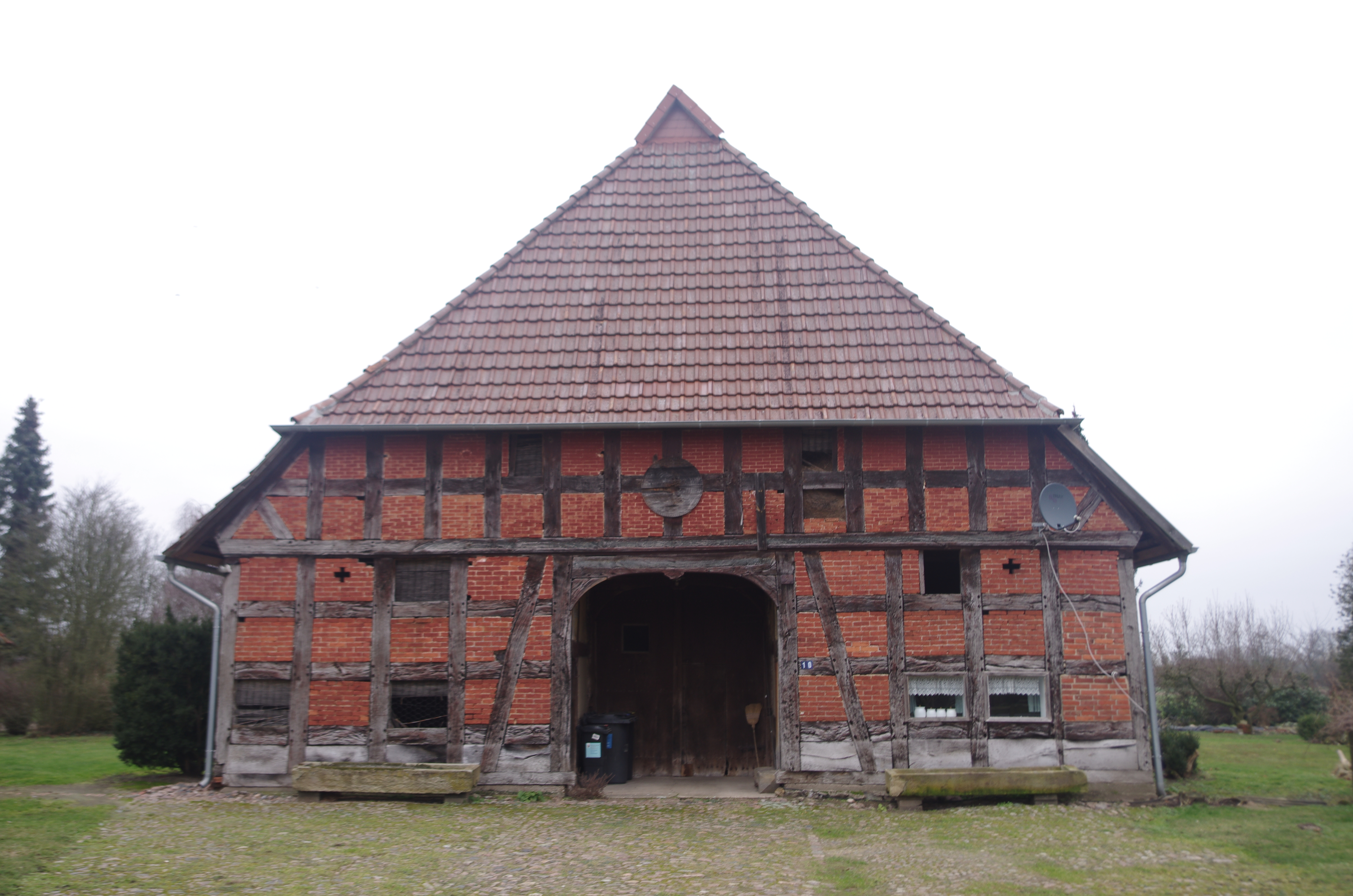
Wohnhaus, Bullersberg 10

Die Hofanlage Bullersberg 10 in Balge-Buchhorst in der niedersächsischen Samtgemeinde Weser-Aue stammt aus dem 18. oder 19. Jahrhundert.
Aktuell (2023) wird sie landwirtschaftlich genutzt.
Die Gebäude stehen unter Denkmalschutz (siehe auch Liste der Baudenkmale in Balge).

## Beschreibung
Die Hofanlage besteht aus:
- dem eingeschossigen giebelständigen Wohn- und Wirtschaftsgebäude als Hallenhaus in Fachwerk mit Ziegelausfachungen sowie Krüppelwalmdach als Niedersachsengiebel mit Uhlenloch,
- dem eingeschossigen Speicher in Fachwerk mit Lehm- und Ziegelausfachungen und einem Satteldach,
- dem eingeschossigen zurückversetztem Backhaus in Ziegelfachwerk und Satteldach
- und einem nicht denkmalgeschützten Nebengebäude.

Das Landesdenkmalamt befand: „… geschichtliche Bedeutung … durch beispielhafte Ausbildung einer Hofanlage mit zentralem niederdeutschem Hallenhaus und Nebengebäude … .“